# 五島美術館

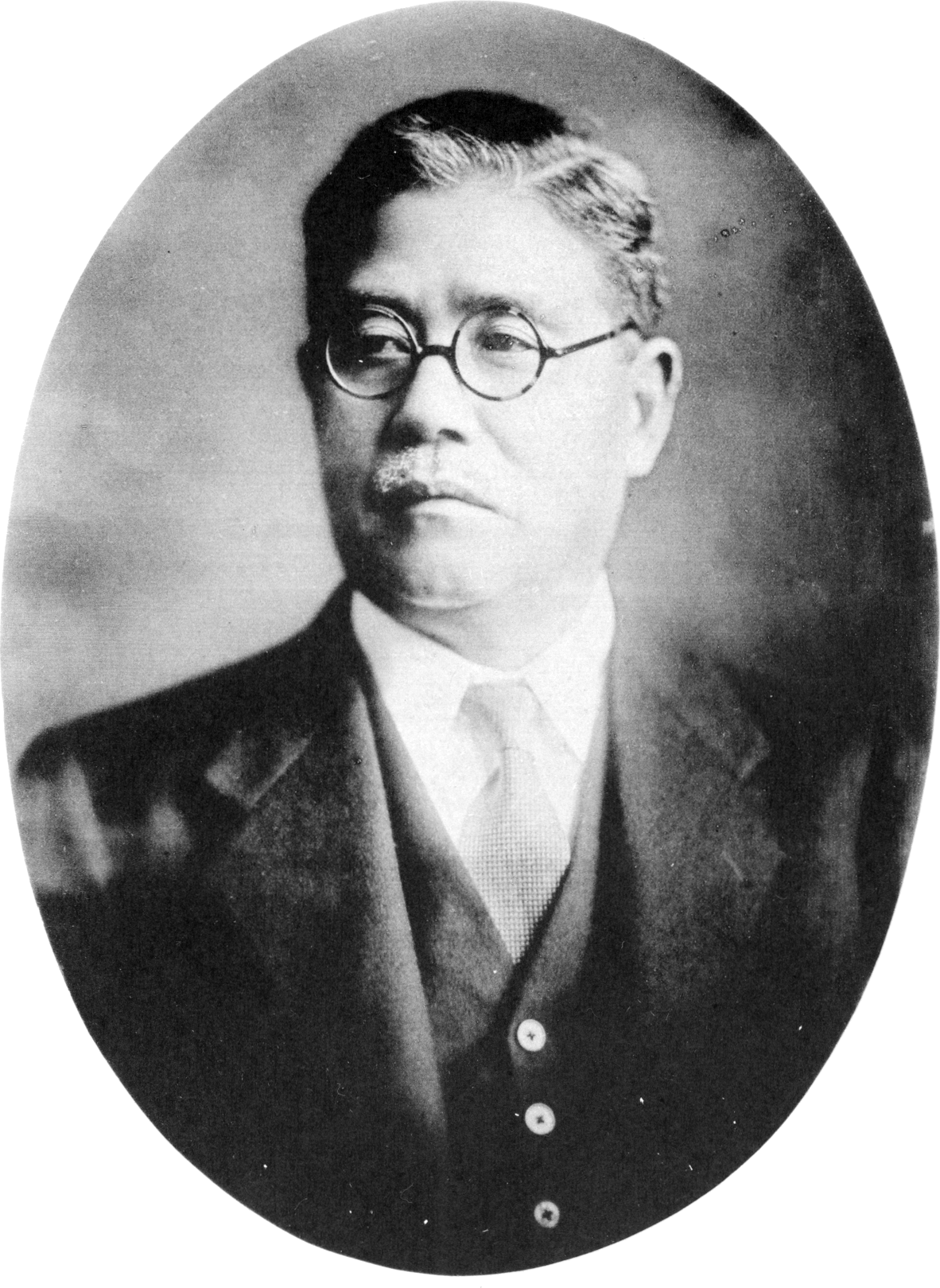
五島慶太

五島美術館（ごとうびじゅつかん）は、東京都世田谷区上野毛（かみのげ）にある美術館。1960年（昭和35年）4月18日に開館し、所蔵品は日本・東洋の古美術を中心に国宝5件、重要文化財50件を含む約5000件にのぼる。運営主体は公益財団法人五島美術館で、同法人は五島美術館および大東急記念文庫の運営を行っている。

## 概要
国宝『源氏物語絵巻』を所蔵することで名高い五島美術館は、東急（東京急行電鉄）を創設した実業家五島慶太の美術コレクションを保存展示するため、五島の没した翌年の1960年（昭和35年）に、東急を中心に、京浜急行電鉄、小田急電鉄、京王電鉄（当時は京王帝都電鉄）の出資により開館した。TOKYUポイント加盟店。
自ら「古経楼」と号した五島の収集は、まず奈良時代の古写経類から始まった。ついで経典、禅僧墨蹟などの書跡類、のち絵画、陶磁器などの名品も多く入手した。その豪快な経営手法から「強盗慶太」のあだ名もあった五島は、古美術品収集にも執念を燃やした。名品の『源氏物語絵巻』や『紫式部日記絵巻』は、戦前の大収集家益田孝（鈍翁）の収集品で、戦後、実業家高梨仁三郎のコレクションに入っていたのを、美術館公開を決意した五島がコレクションを強化・補強する目的で死の直前に入手したものである。
美術館の敷地は、五島邸の敷地の一部が提供された。敷地は庭園を含めて約6000坪になる。建物は吉田五十八（いそや）の設計で、寝殿造の要素を現代建築に取り入れたものである。特に苦心したのは建物の色で、仕上がるまで60日かかったという。また、同建物は1961年（昭和36年）に第二回建築業協会賞を受賞している。展示館の背後には武蔵野の面影を残した広大な庭園が広がる。庭園には、「大日如来」や「六地蔵」など伊豆や長野の鉄道事業の際に引き取った石仏が点在し、散策路には明治時代に建てられた茶室「古経楼」や、五島が古材を使用して作らせた立礼席「冨士見亭」〈共に非公開〉がある。　また、この土地は台湾総督や逓信大臣などを務めた田健治郎の旧宅で、庭園内の茶室はその一部である。展示室は2室で、常設展示はなく、随時企画展が行われている。ただし、重要文化財指定の木造愛染明王坐像は常設展示されている。
なお、美術館と同じ住所には、五島が1949年（昭和24年）に創設した、大東急記念文庫がある。1942-45年にかけて東京南西部の私鉄を広域に戦時統合して成立した当時の東京急行電鉄（通称「大東急」）が、戦後に現在の東急、京王、小田急、京急、及び東急百貨店に分離再編成されたことを記念して、5社の共同出資により設立された。五島美術館の開館に伴い、1960年上目黒から移転した。この合流は美術館建設工事着工後に急遽決まったため、左側の設計プランを大変更して書庫や研究室をはめ込んだ。蔵書の中核は、五島の長男・五島昇の義父である久原房之助が和田維四郎の勧めで集めた久原文庫で、五島らはこれを一括購入し、更に井上通泰の蔵書を加えたものである。日本・中国・朝鮮の古典籍を約2万5千点所蔵し、国宝3件、重要文化財32件を擁する。文庫の資料は一般には公開していないが、文庫所管の絵画、書跡などは五島美術館の展示で随時紹介されている。
財団法人大東急記念文庫は、以前は五島美術館とは別個の法人であったが、2011年3月1日、大東急記念文庫は五島美術館に吸収合併された。2012年4月1日付で公益財団法人の認可を受け、公益財団法人五島美術館となって活動している。
開館50周年に当たり、2010年（平成22年）11月29日（月）より2012年（平成24年）の10月19日（金）まで休館して、大東急記念文庫と併せて大規模な増改築工事を行った。設計・施工は清水建設、及び丹青ディスプレイ、デザイン監修は堀越英嗣。吉田による建物の外観は出来るだけそのままに留めつつ、耐震補強工事を施し、館内設備を刷新。また従来の展示室に加え、本館講堂を展示室に改装し、新たに集会室を増設した。同改築は2013年度グッドデザイン賞受賞。

## 指定文化財

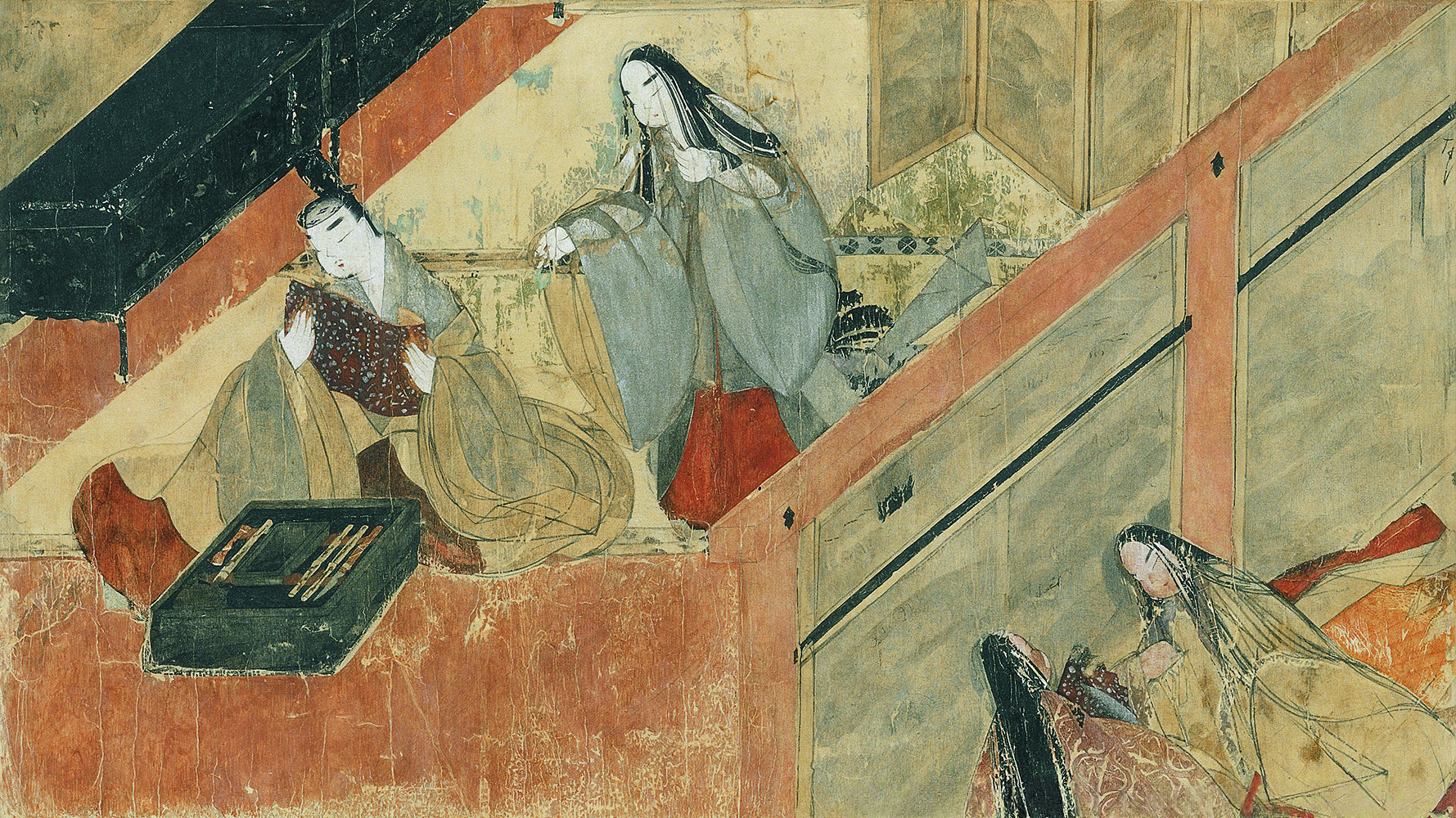
源氏物語絵巻 夕霧

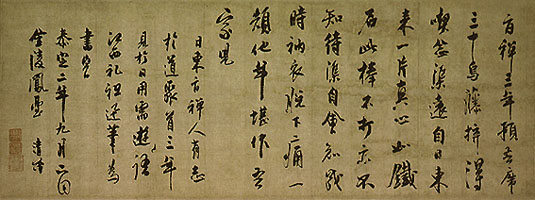
古林清茂墨蹟 別源円旨送別偈

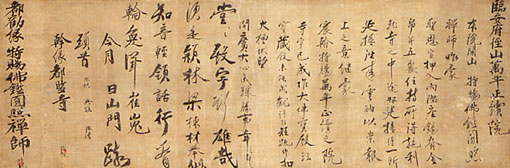
無準師範墨蹟 山門疏

### 国宝
- 源氏物語絵巻 紙本著色 絵4面詞9面
- 紫式部日記絵巻 紙本著色 絵3面詞3面
- 古林清茂墨蹟（くりんせいむぼくせき） 別源円旨送別偈 1幅 泰定2年（1325年）
- 無準師範墨蹟 山門疏（勧縁疏）絹本墨書 1幅 南宋時代（13世紀）
- 西都原古墳出土金銅馬具類
  - 金銅鞍橋金具（くらぼねかなぐ）残闕 1背分
  - 金銅透彫杏葉（ぎょうよう）3枚
  - 金銅無地杏葉 4枚
  - 金銅透彫雲珠（うず）1箇
  - 金銅無地雲珠 1箇
  - 金銅透彫辻金物 9箇
  - 金銅無地辻金物 6箇
  - 金銅透彫散金物 16箇
  - 金銅透彫轡鏡板（くつわかがみいた）2箇
  - 金銅鉸具（かこ）1箇

### 重要文化財
（絵画）
- 佐竹本三十六歌仙切（元輔） 紙本著色 1幅 鎌倉時代前期
- 観普賢経冊子 彩牋墨書 1帖
- 上畳本三十六歌仙切（貫之） 紙本著色 1幅 鎌倉時代前期
- 梅花小禽図 伝馬麟筆 1幅 絹本著色 南宋時代（13世紀）
- 駿牛図断簡 紙本淡彩 1幅 鎌倉時代前期 - 元は10頭の名牛を描いた絵巻が分割されたもの。現在本図を含めて9図が残り、他の8図は東京国立博物館[6]ほかに分蔵されている[注釈 3]。
- 前九年合戦絵詞断簡（帰順願図） 紙本著色 1幅 鎌倉時代中期（14世紀） - 国立歴史民俗博物館所蔵本にある詞書に対応する絵。安倍頼時の娘婿の藤原経清・平永衡の2人は、姑に背いて源頼義に従ったが、家臣が両者の帰順は策略だろうと将軍に忠告し、2人は垣根の影でこれを盗み聞きする場面
- 地獄草紙断簡 火象地獄図  紙本著色 1幅

（彫刻）
- 木造愛染明王坐像 1躯

（工芸品）
- 砧青磁鳳凰耳花生（きぬたせいじほうおうみみはないけ） 1口 南宋時代（13-14世紀）
- 金襴手（五彩）透彫花鳥文仙盞瓶 1口 明時代（16世紀）
- 鼠志野亀甲文茶碗（銘 峰紅葉） 1口
- 古伊賀水指（銘 破袋）1口

（書跡典籍）
- （仏典）
  - 紺紙金泥阿弥陀経 久安5年（1149年） 平忠盛筆 1巻
  - 紫紙金字華厳経 巻第六十四 1巻 奈良時代
  - 破邪論 法隆寺覚印筆 1巻
  - 法華経 巻第五（藤南家経） 1巻
  - 紺紙金銀交書法華経 巻第二 1巻
  - 中阿含経 巻第三十四（元興寺経） 天平宝字三年（759年） 丈部濱足筆 1巻
  - 十誦律第三誦 巻第十七 神護景雲二年（768年）称徳天皇勅願一切経 1巻
  - 法華経序品・法師功徳品（久能寺経） 2巻
  - 一乗要決 巻中 寛仁元年（1017年） 1巻

- （古筆、典籍類）
  - 大手鑑「毫戦筆陣」 1帖257葉 黒田家旧蔵
  - 権大納言家歌合・中宮権大夫家歌合・源大納言家歌合 伝藤原忠家・藤原俊忠筆 1巻
  - 後鳥羽天皇筆熊野懐紙 1幅 正治2年（1200年）
  - 賦譜・文筆要決 1巻
  - 貞観政要 巻第二 1巻
  - 不空三蔵表制集 巻第六 1巻 金沢文庫本 鎌倉時代中期（13世紀）
  - 古今和歌集 巻第一巻首（高野切第一種） 1幅
  - 継色紙（めつらしき）1幅
  - 賀歌（おほそらに）（蓬莱切） 1幅 - 伝称筆者は藤原行成だが、高野切第3種と同筆
  - 寸松庵色紙（あきはきの） 1幅

- （墨蹟）
  - 癡絶道冲墨蹟（ちぜつどうちゅうぼくせき） 偈頌 1幅 淳祐6年（1246年）
  - 希叟紹曇墨蹟（きそうしょうどんぼくせき） 達磨祖師賛 1幅 南宋-元時代（13世紀）
  - 虚堂智愚墨蹟（きどうちぐぼくせき） 偈頌二首 1幅 南宋時代（13世紀）
  - 大休正念墨蹟 文永甲戌（1274年） 1幅
  - 無学祖元墨蹟 偈語 1幅 弘安9年（1286年）
  - 西礀子曇墨蹟（せいかんすどんぼくせき） 与夢庵尺牘 1幅 鎌倉時代（13世紀後期）
  - 南浦紹明墨蹟 法語 1幅 徳治2年（1307年）
  - 高峰顕日墨蹟 遊高雄山詩 1幅  鎌倉時代（14世紀）
  - 馮子振墨蹟（ふうししんぼくせき） 与無隠元晦語 1幅 元時代（14世紀）
  - 了庵清欲墨蹟 与月林道皎語 1幅 天暦2年（1329年）
  - 東陽徳輝墨蹟（とうようてひぼくせき） 尺牘 1幅 元時代（14世紀）
  - 大燈国師墨蹟 梅渓字号 1幅 鎌倉時代（14世紀）
  - 月江正印墨蹟 鉄舟徳済送別偈 1幅 至正3年（1343年）
  - 即休契了墨蹟（しっきゅうかいりょうぼくせき） 与愚中周及偈 1幅 至正10年（1350年）頃
  - 楚石梵琦墨蹟 至正廿三年（1363年） 1幅

（考古資料）
- 画文帯四仏四獣鏡（画文帯仏獣鏡） 青銅製 1面 千葉県木更津市祇園 弦巻塚古墳出土 南北朝時代（5-6世紀）
- 鎏金獣帯鏡（りゅうきんじゅうたいきょう）1面 岐阜県揖斐郡大野町野 城塚古墳出土
- 大和国金峯山経塚出土品（経巻残欠） 
  - 紺紙金字仏説弥勒成仏経残闕 一括
  - 紺紙金字法華経巻六残闕 一括
  - 紺紙金字無量義経残闕 一括
- 飛天伽鳥八花鏡（迦陵頻伽紋葵花形鏡） 青銅製 1面

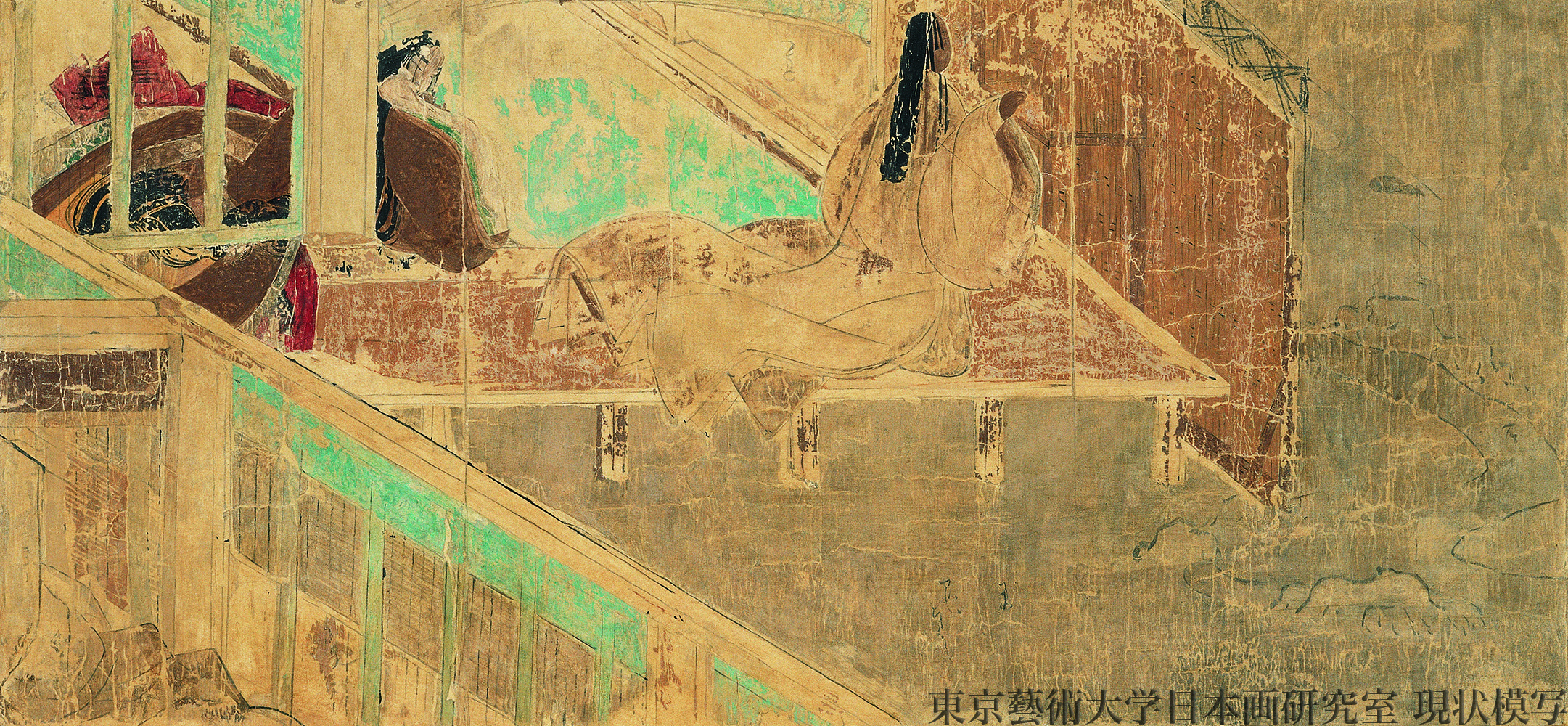
源氏物語絵巻 鈴虫一
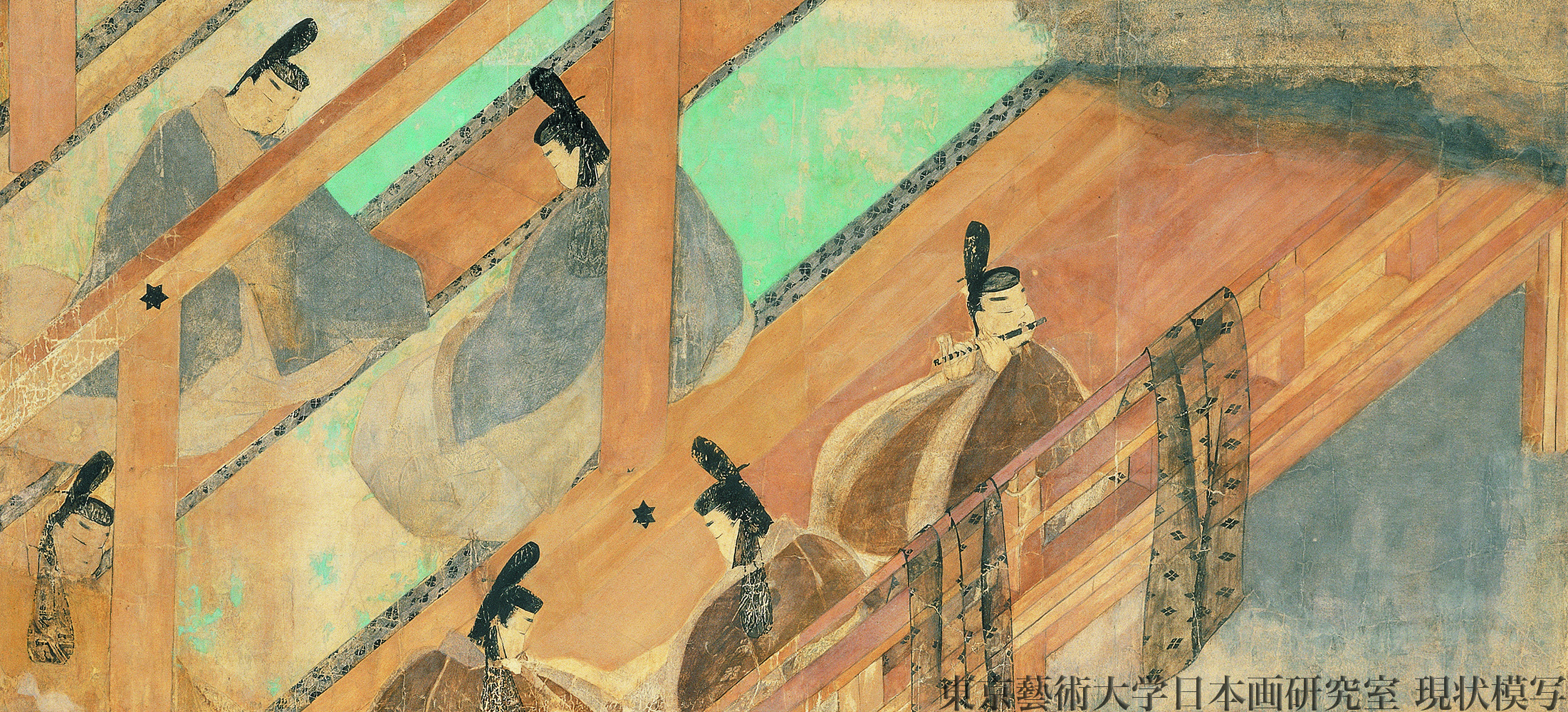
源氏物語絵巻 鈴虫二
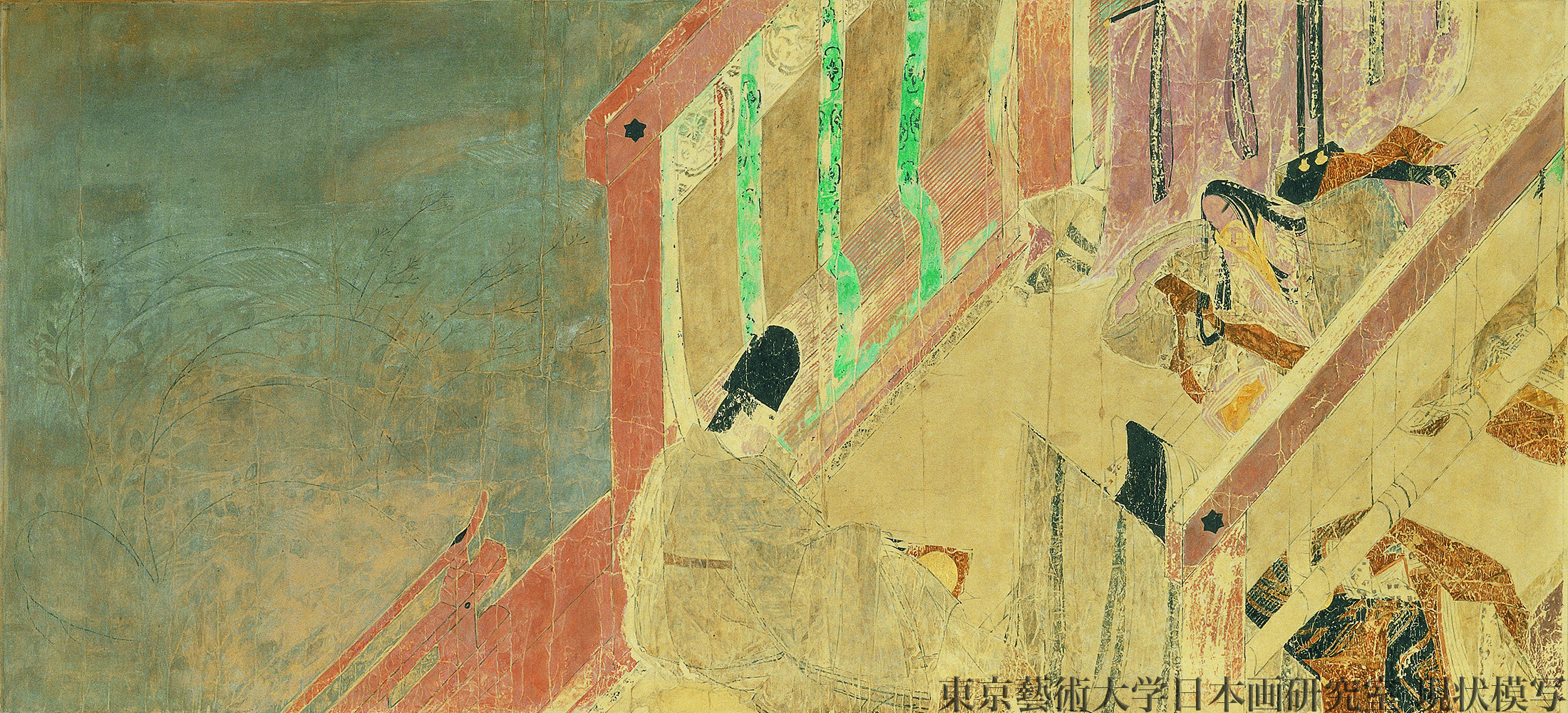
源氏物語絵巻 御法
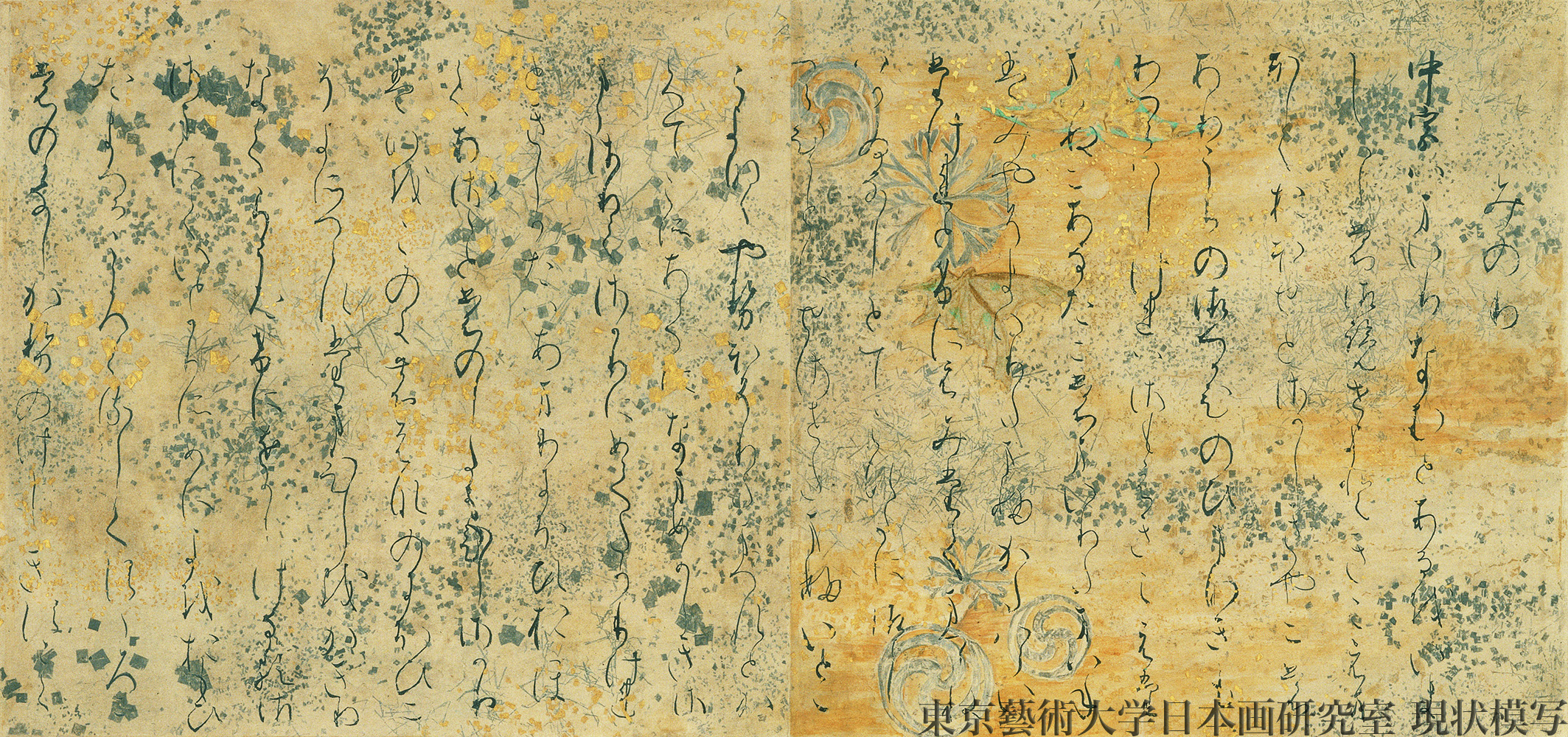
源氏物語絵巻 御法 詞書
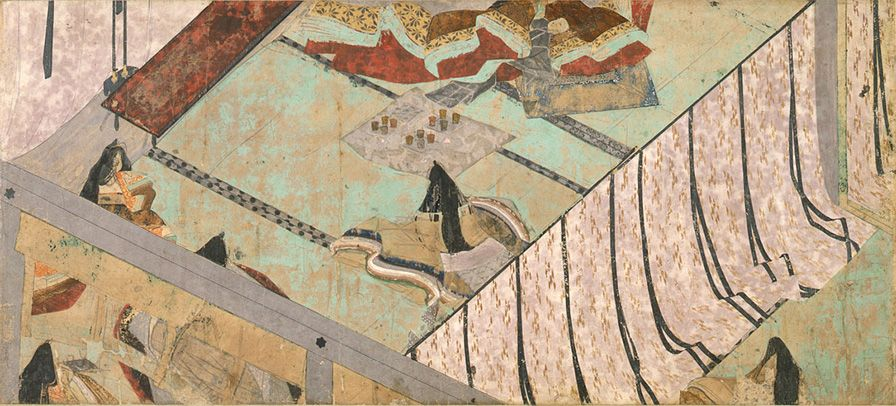
紫式部日記絵巻 第二段
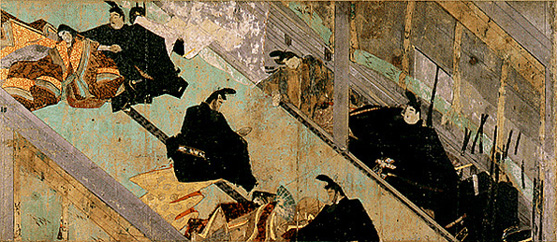
紫式部日記絵巻 第三段
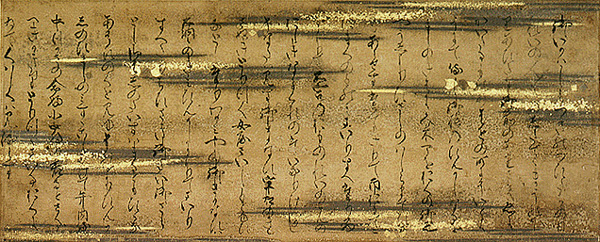
紫式部日記絵巻 第二段 詞書
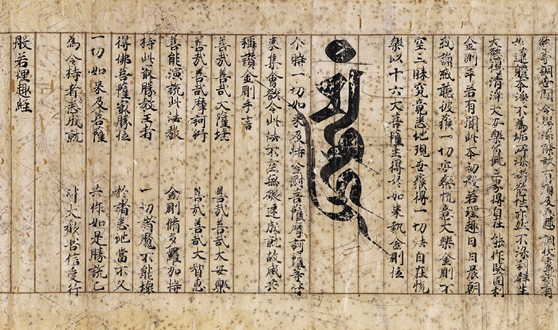
白描絵料紙理趣経（大東急記念文庫蔵）

### 国宝（大東急記念文庫所管）
※以下は大東急記念文庫所属の国宝・重要文化財の一覧である（所有者は公益財団法人五島美術館）。
- 六祖挟担図 紙本墨画 1幅
- 白描絵料紙理趣経（目無経） 建久2年（1193年） 1巻
- 史記 孝景本紀第十一（史記延久点） 延久5年（1073年） 大江家国筆 1巻

### 重要文化財（大東急記念文庫所管）
（絵画）
- 寒山図 霊彩筆 紙本墨画 1幅
- 北野天神縁起残欠（弘安本） 紙本著色 3幅
- 絵因果経 巻第四 絵慶忍並聖聚丸筆 紙本著色 1巻
- 高僧像 石山寺観祐筆 紙本墨画 1巻 長寛元年（1163年）
- 四天王図像 玄証本 紙本白描 4幅
- 応現観音図 外題下に玄証の花押がある 紙本白描 1枚

（書跡典籍）
- （典籍文書類）		
  - 騎獅文殊菩薩像（康円作）内納入造像関係文書 3巻
    - 造像願文 経玄筆
    - 金剛般若経 経玄筆
    - 夢想記、般若心経、梵字真言、般若心経、名号、結縁記、尊勝陀羅尼等、般若心経並梵字真言、仮名名号

  - 手鑑 1帖136件139葉 鴻池家旧蔵
  - 白氏文集（金沢文庫本）19巻 寛喜2年-貞永2年（1231-33年）
  - 論語 建武四年清原頼元伝授奥書 10帖
  - 幼学指南鈔 6帖
  - 祈雨日記 成賢筆 1巻 鎌倉時代前期（13世紀）
  - 越前国田使解 天平勝宝七歳 1巻
  - 宋版石林先生尚書伝 5冊 南宋時代・紹興年間（1131-62年）
  - 平家物語 延慶本 応永廿六・廿七年（1419-20年）書写奥書 12冊
  - 玉篇 心部断簡 1巻 唐時代（7-8世紀）
  - 無学祖元墨蹟 開長楽和尚嗣法書上堂語 1巻 鎌倉時代（13世紀）
  - 去来抄稿本 1冊 向井去来自筆 江戸時代（18世紀）初め
  - 続本朝往生伝 1帖 鎌倉時代前期（13世紀）
  - 唐大和上東征伝（高山寺本） 1帖
  - 公忠朝臣集 1帖[注釈 5]
  - 顕季集 伝寂蓮筆 1帖

- （仏典）
  - 金光明最勝王経 巻第十 1巻
  - 画図讃文 巻第廿六 1巻
  - 註法華経信解品 1巻 唐時代（9-10世紀）
  - 因明論疏 巻上中 2帖
  - 紫紙金字花厳経 巻第六十一 1巻
  - 註楞伽経 巻七（天平十二年五月一日光明皇后願経） 1巻
  - 土沙勧信記並別記 明恵筆 2巻
  - 般若理趣経 永治2年（1142年） 藤原教長筆 1巻
  - 金光明最勝王経音義 1冊
  - 続華厳経略疏刊定記 巻第五 1巻[7][8]
  - 高麗版貞元新訳華厳経疏 巻第十 1巻 寿昌元年（1095年）

### 登録有形文化財
- 本館[9]
- 富士見亭
- 古経楼

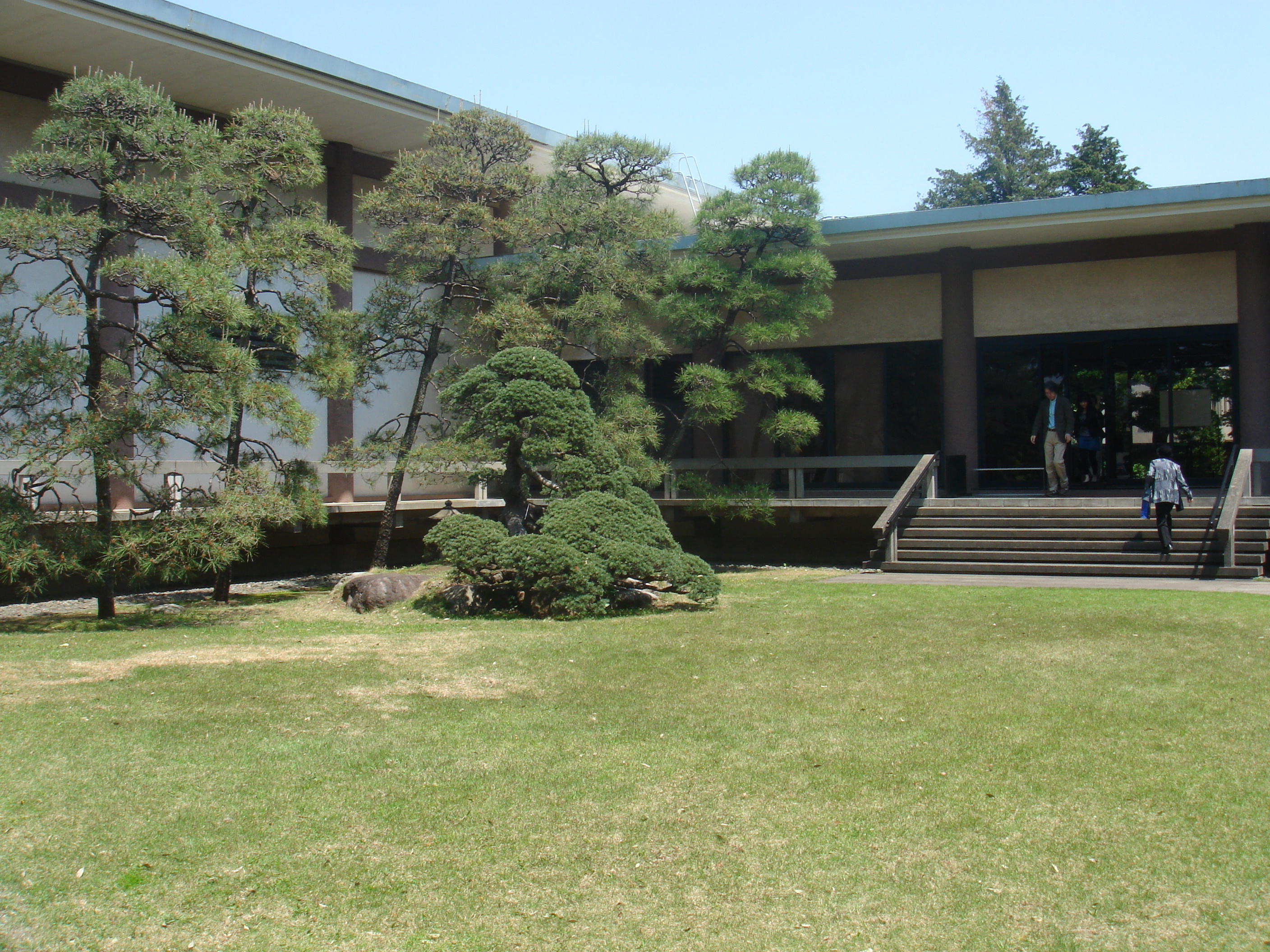
本館（庭園側から）
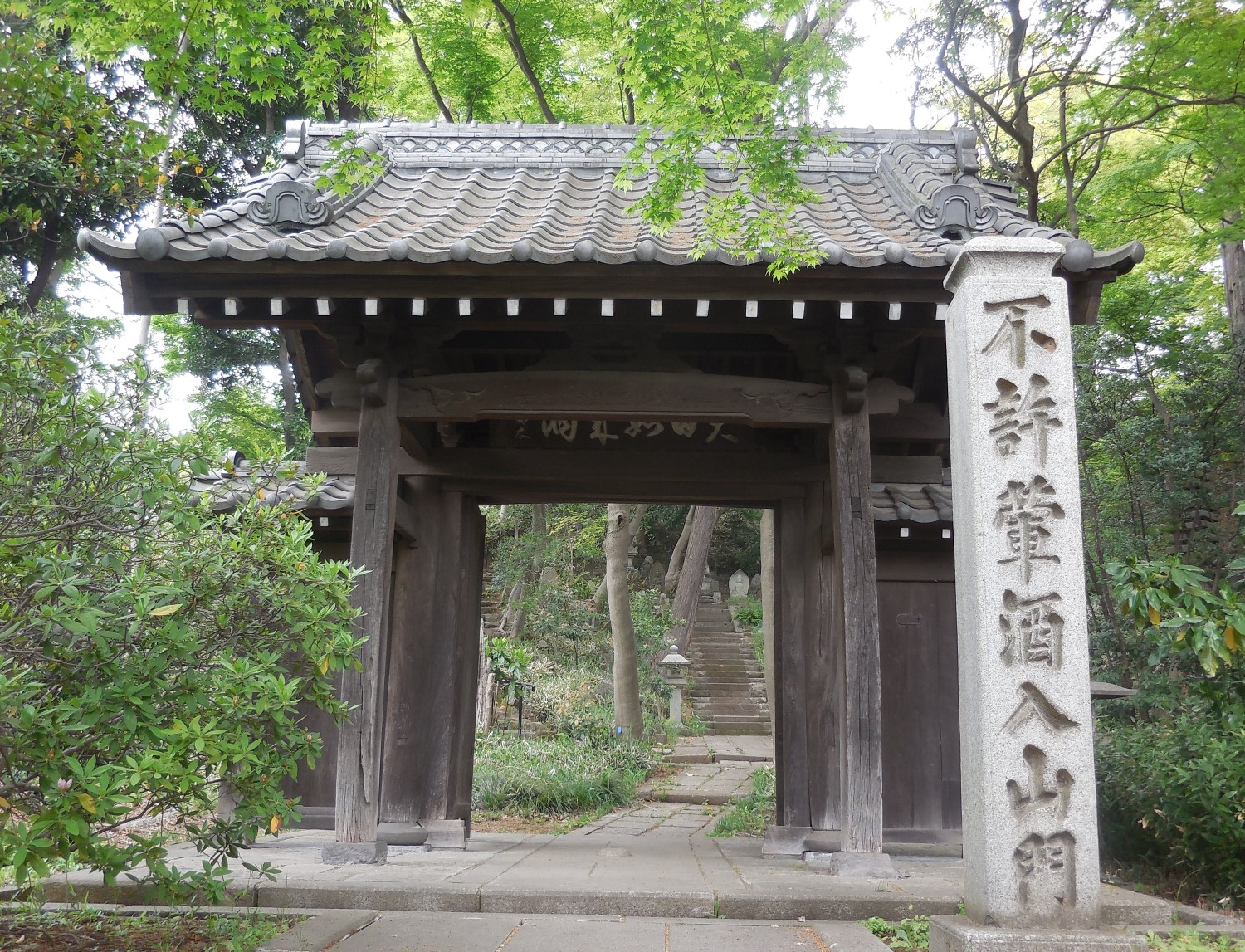
庭園内の山門